# Tableau des médailles des Jeux paralympiques d'été de 2020
Le tableau des médailles des Jeux paralympiques d'été de 2020 donne le classement, selon le nombre de médailles gagnées par leurs athlètes, des pays participant aux Jeux paralympiques d'été de 2020, qui se tiennent à Tokyo (Japon) du 24 août 2021 au 5 septembre 2021.
En 2021, il y a 539 titres décernés dans 22 sports différents, ce qui donne 1662 médailles au total (voir plus bas pour le détail).

## Médaille

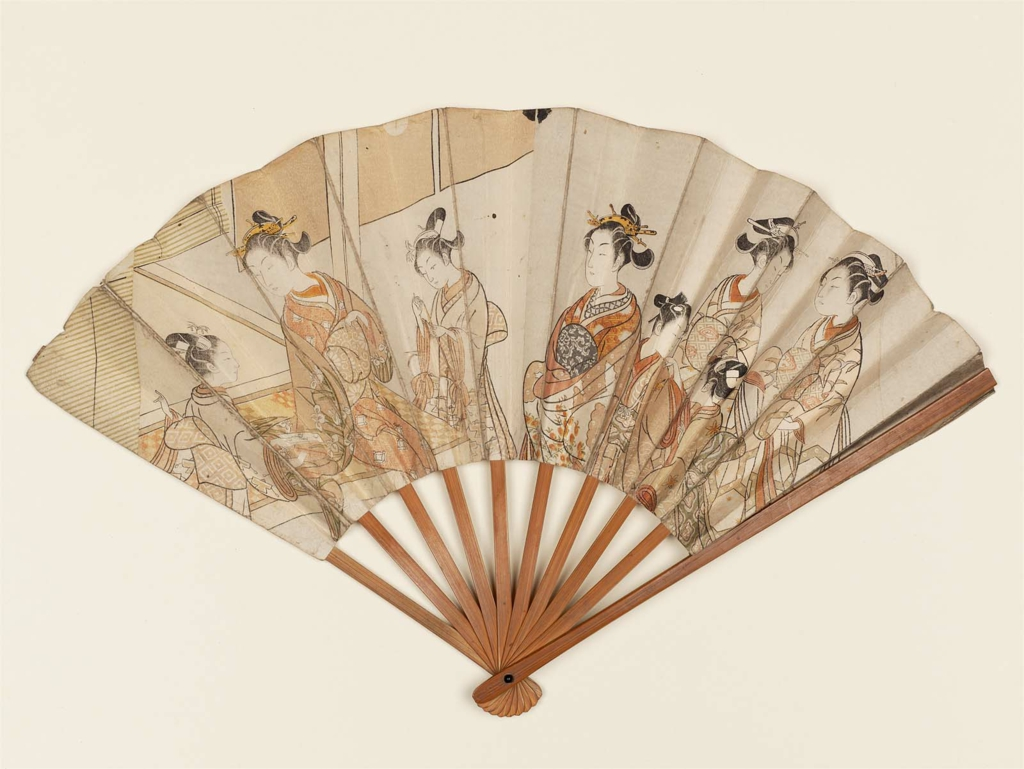
Éventail japonais.

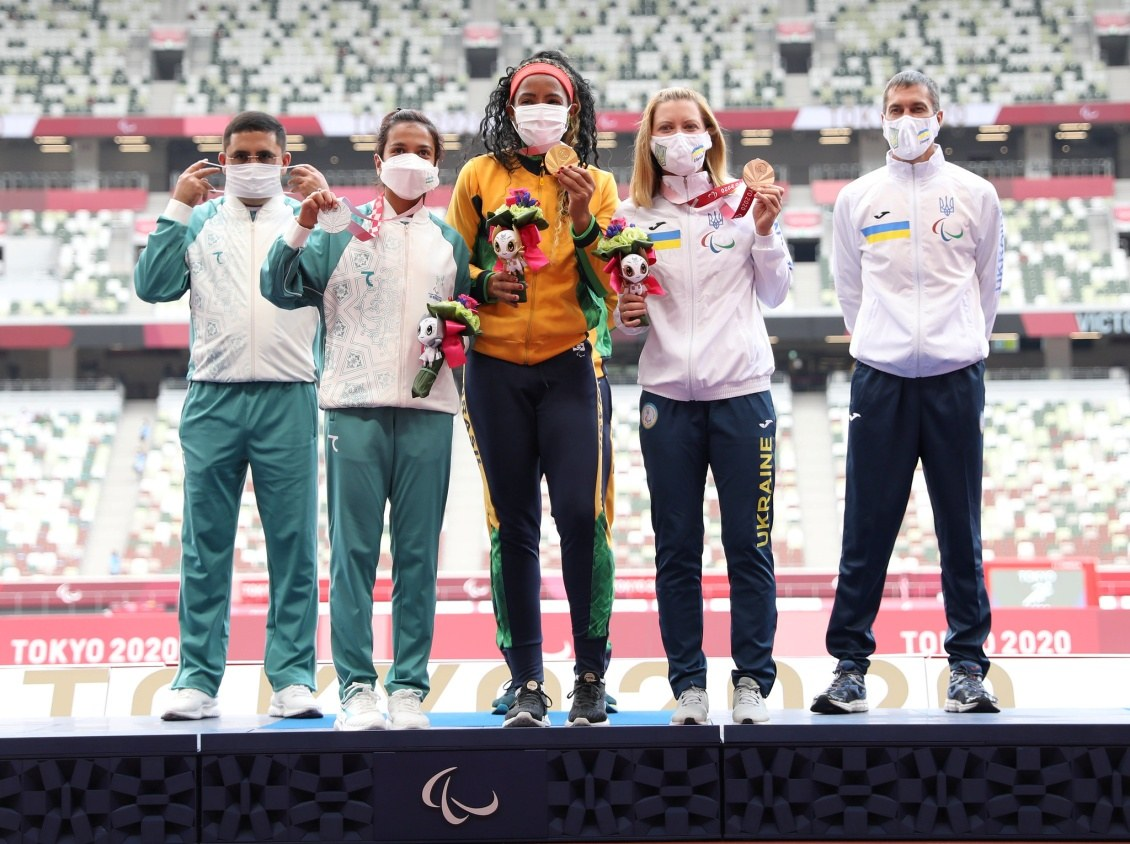
Podium féminin du saut en longueur T11.

La médaille a été dévoilée le 25 août 2019, soit un an avant l'ouverture des Jeux.
Le design de la médaille est centré sur le motif d'un éventail japonais traditionnel dépeignant les Jeux paralympiques comme « la source d'un nouveau vent frais soufflant à travers le monde ainsi que d'une expérience partagée reliant divers cœurs et esprits ». Le kaname, ou l'axe central, maintient ensemble toutes les parties de l'éventail ; ici, il représente les para-athlètes « réunissant des personnes indépendamment de leur nationalité ou de leur appartenance ethnique ». Les motifs sur les feuilles de l'éventail symbolisent l'environnement naturel du Japon sous la forme de rochers, de fleurs, d'arbres, de feuilles et d'eau. Chaque motif est associé à une texture différente.
Sur la tranche, un point est gravé sur les médailles en or, deux points pour l'argent, trois points sur le bronze. Des lettres en braille indiquent également «Tokyo 2020» sur la face des médailles. On retrouve également les logos des jeux de tokyo et de l'IPC.
Une initiative de recyclage a permis de récolter des appareils électroniques entre avril 2017 et mars 2019 afin d'extraire les métaux pour fondre les médailles.

## Classement
D'après le règlement du Comité international olympique, aucun classement des pays n'est reconnu à titre officiel et le tableau des médailles n'est donné qu'à titre informatif. Les nations sont classées selon le nombre de médailles d'or, puis d'argent, puis de bronze de leurs athlètes. En cas d'égalité, les pays occupent la même place dans le classement et sont listés dans l'ordre alphabétique de leur code CIO. Dans les sports par équipes, les victoires sont comptabilisées comme une seule médaille.
Le nombre total de médailles en or, argent et bronze peut être différent car plusieurs médailles du même métal peuvent être remises lorsque des athlètes finissent ex æquo.
- Deux médailles d'argent ont été décernées dans l'épreuve d'athlétisme masculin de saut en hauteur T47. Aucune médaille de bronze n'a été décernée en conséquence.
- Deux médailles de bronze ont été décernées dans l'épreuve masculine d'athlétisme du 100 mètres T64.
- Deux médailles de bronze ont été décernées dans l'épreuve féminine de natation du 100 mètres nage libre S7.

En raison de la disqualification de deux participantes, la médaille de bronze n'a pas été décernée dans l'épreuve d'athlétisme féminin 100 mètres T11. 
En outre, dans les sports de combat — judo (13 catégories) et taekwondo (6 disciplines) — deux médailles de bronze sont remises dans chacune des catégories. En handisport, il n'y a également pas de match pour la médaille de bronze au tennis de table (31 catégories).
- Pays organisateur (Japon)

| Rang  | Nation                  | Or  | Argent | Bronze | Total |
| ----- | ----------------------- | --- | ------ | ------ | ----- |
| 1     | Chine                   | 96  | 60     | 51     | 207   |
| 2     | Grande-Bretagne         | 41  | 38     | 45     | 124   |
| 3     | États-Unis              | 37  | 36     | 31     | 104   |
| 4     | RPC                     | 36  | 33     | 49     | 118   |
| 5     | Pays-Bas                | 25  | 17     | 17     | 59    |
| 6     | Ukraine                 | 24  | 47     | 27     | 98    |
| 7     | Brésil                  | 22  | 20     | 30     | 72    |
| 8     | Australie               | 21  | 29     | 30     | 80    |
| 9     | Italie                  | 14  | 29     | 26     | 69    |
| 10    | Azerbaïdjan             | 14  | 1      | 4      | 19    |
| 11    | Japon                   | 13  | 15     | 23     | 51    |
| 12    | Allemagne               | 13  | 12     | 18     | 43    |
| 13    | Iran                    | 12  | 11     | 1      | 24    |
| 14    | France                  | 11  | 15     | 29     | 55    |
| 15    | Espagne                 | 9   | 15     | 12     | 36    |
| 16    | Ouzbékistan             | 8   | 5      | 6      | 19    |
| 17    | Pologne                 | 7   | 6      | 11     | 24    |
| 18    | Hongrie                 | 7   | 5      | 4      | 16    |
| 19    | Suisse                  | 7   | 4      | 3      | 14    |
| 20    | Mexique                 | 7   | 2      | 13     | 22    |
| 21    | Nouvelle-Zélande        | 6   | 3      | 3      | 12    |
| 22    | Israël                  | 6   | 2      | 1      | 9     |
| 23    | Canada                  | 5   | 10     | 6      | 21    |
| 24    | Inde                    | 5   | 8      | 6      | 19    |
| 25    | Thaïlande               | 5   | 5      | 8      | 18    |
| 26    | Slovaquie               | 5   | 2      | 4      | 11    |
| 27    | Biélorussie             | 5   | 1      | 1      | 7     |
| 28    | Tunisie                 | 4   | 5      | 2      | 11    |
| 28    | Algérie                 | 4   | 4      | 4      | 12    |
| 30    | Maroc                   | 4   | 4      | 3      | 11    |
| 31    | Belgique                | 4   | 3      | 8      | 15    |
| 32    | Irlande                 | 4   | 2      | 1      | 7     |
| 33    | Nigeria                 | 4   | 1      | 5      | 10    |
| 34    | Afrique du Sud          | 4   | 1      | 2      | 7     |
| 35    | Cuba                    | 4   | 1      | 1      | 6     |
| 36    | Jordanie                | 4   | 0      | 1      | 5     |
| 37    | Colombie                | 3   | 7      | 14     | 24    |
| 38    | Venezuela               | 3   | 2      | 2      | 7     |
| 39    | Malaisie                | 3   | 2      | 0      | 5     |
| 40    | Danemark                | 3   | 1      | 1      | 5     |
| 41    | Corée du Sud            | 2   | 10     | 12     | 24    |
| 42    | Turquie                 | 2   | 4      | 9      | 15    |
| 43    | Indonésie               | 2   | 3      | 4      | 9     |
| 44    | Tchéquie                | 2   | 3      | 3      | 8     |
| 45    | Chili                   | 2   | 3      | 1      | 6     |
| 45    | Serbie                  | 2   | 3      | 1      | 6     |
| 47    | Norvège                 | 2   | 0      | 2      | 4     |
| 48    | Singapour               | 2   | 0      | 0      | 2     |
| 49    | Autriche                | 1   | 5      | 3      | 9     |
| 50    | Suède                   | 1   | 5      | 2      | 8     |
| 51    | Grèce                   | 1   | 3      | 7      | 11    |
| 52    | Finlande                | 1   | 3      | 1      | 5     |
| 52    | Kazakhstan              | 1   | 3      | 1      | 5     |
| 54    | Émirats arabes unis     | 1   | 1      | 1      | 3     |
| 55    | Costa Rica              | 1   | 1      | 0      | 2     |
| 56    | Équateur                | 1   | 0      | 2      | 3     |
| 57    | Chypre                  | 1   | 0      | 1      | 2     |
| 57    | Sri Lanka               | 1   | 0      | 1      | 2     |
| 59    | Éthiopie                | 1   | 0      | 0      | 1     |
| 59    | Monaco                  | 1   | 0      | 0      | 1     |
| 59    | Pakistan                | 1   | 0      | 0      | 1     |
| 59    | Pérou                   | 1   | 0      | 0      | 1     |
| 63    | Argentine               | 0   | 5      | 4      | 9     |
| 64    | Égypte                  | 0   | 5      | 2      | 7     |
| 65    | Croatie                 | 0   | 3      | 4      | 7     |
| 66    | Lettonie                | 0   | 3      | 2      | 5     |
| 67    | Géorgie                 | 0   | 3      | 0      | 3     |
| 68    | Hong Kong               | 0   | 2      | 3      | 5     |
| 69    | Bulgarie                | 0   | 2      | 0      | 2     |
| 70    | Irak                    | 0   | 1      | 2      | 3     |
| 71    | Koweït                  | 0   | 1      | 1      | 2     |
| 71    | Namibie                 | 0   | 1      | 1      | 2     |
| 71    | Roumanie                | 0   | 1      | 1      | 2     |
| 71    | Slovénie                | 0   | 1      | 1      | 2     |
| 75    | Viêt Nam                | 0   | 1      | 0      | 1     |
| 76    | Lituanie                | 0   | 0      | 3      | 3     |
| 77    | Portugal                | 0   | 0      | 2      | 2     |
| 78    | Arabie saoudite         | 0   | 0      | 1      | 1     |
| 78    | Bosnie-Herzégovine      | 0   | 0      | 1      | 1     |
| 78    | Kenya                   | 0   | 0      | 1      | 1     |
| 78    | Monténégro              | 0   | 0      | 1      | 1     |
| 78    | Oman                    | 0   | 0      | 1      | 1     |
| 78    | Ouganda                 | 0   | 0      | 1      | 1     |
| 78    | Salvador                | 0   | 0      | 1      | 1     |
| 78    | Taipei chinois (Taïwan) | 0   | 0      | 1      | 1     |
| 78    | Qatar                   | 0   | 0      | 1      | 1     |
| Total | Total                   | 536 | 537    | 589    | 1662  |

Ces données ont pour source le classement établi par le Comité international paralympique et publié sur son site officiel.

## Médaille retirée
Le 10 juin 2022, à la suite de contrôles positifs à l'EPO les 19 mai, 31 juillet et 2 août 2021, le polonais Marcin Polak est suspendu de compétitions pendant quatre ans et est déchu de sa médaille de bronze de poursuite individuelle. C'est le cycliste français Alexandre Lloveras et son pilote Corentin Ermenault qui récupèrent la médaille.